# Тромсе
Тромсе (норв. Tromsø, ˈtrʊmsø,  вимова; півн.-саам. Romsa) — місто на півночі Норвегії. Розташоване на двох островах, Тромсея та Квал, на захід від материка. Адміністративний центр губернії Трумс. Оскільки Тромсе розташоване за Полярним колом, сонце в місті видно безперервно з кінця травня до кінця липня.
Тромсе — дев'яте за кількістю жителів місто Норвегії. Тут є найпівнічніші у світі ботанічний сад, пивоварний завод, футбольний клуб і планетарій.

## Історія
Тромсе було засноване близько 1250 р. і отримало права міста у 1794 р. Наприкінці 19 століття місто стало головним арктичним торговим центром, з якого вирушало багато арктичних експедицій. Протягом другої світової війни, деякий час в Тромсе містився норвезький уряд. Місто не постраждало від війни, хоча у 1944 році неподалік міста було затоплено німецький лінкор Тірпіц, на якому загинули майже 1000 німецьких моряків.
У 1964 році в місті розпочав роботу аеропорт, а у 1972 році король Норвегії Улаф V урочисто відкрив університет.

## Сучасність
У місті є головні арктичні підприємства Норвегії з рибальства, ловлі тюленів, судноплавства та морських перевезень. Місцева промисловість зайнята головне обробкою та зберіганням риби. Тромсе відоме теж Метеорологічним інститутом. У місті діє Університет Тромсе, заснований у 1969 р. При університеті відкрито Центр досліджень культури лопарів (саамів, місцевого угро-фінського населення). У 1928 р. у Тромсе була збудована Аврорна обсерваторія, завдяки підтримці фонду Рокфеллера та Норвезького полярного інституту. За 5 км від центру міста знаходиться міжнародний аеропорт.
З 1920 р. в місті функціонує однойменний футбольний клуб.
Міський музей пропонує виставки з морської тематики, норвезької та саамської народних культур.
17 березня 1988 року відкрили Художній музей Північної Норвегії.
З 1 по 14 вересня 2014 року в Тромсе відбулася 41-а шахова Олімпіада.
Населення (на 1 січня 2014) 71 590 осіб.

## Клімат
Зазвичай у місті взимку випадає багато снігу, хоча з року в рік буває по-різному. Взимку 1996/1997 років метеорологічна служба Тромсе зафіксувала рекорд сніжного покриву, який 29 квітня досяг 240 см. 1972 року був зафіксований температурний рекорд +30°С.
Місто розташоване в зоні із субарктичним кліматом (м'якість клімату в цих широтах пояснюється близькістю Гольфстриму). Найтепліший місяць — липень із середньою температурою 11.8 °C (53.2 °F). Найхолодніший місяць — січень, із середньою температурою -4.4 °С (24.1 °F).
| Клімат Тромсе           | Клімат Тромсе | Клімат Тромсе | Клімат Тромсе | Клімат Тромсе | Клімат Тромсе | Клімат Тромсе | Клімат Тромсе | Клімат Тромсе | Клімат Тромсе | Клімат Тромсе | Клімат Тромсе | Клімат Тромсе | Клімат Тромсе |
| Показник                | Січ.          | Лют.          | Бер.          | Квіт.         | Трав.         | Черв.         | Лип.          | Серп.         | Вер.          | Жовт.         | Лист.         | Груд.         | Рік           |
| Абсолютний максимум, °C | 7             | 7             | 10            | 11            | 22            | 27            | 27            | 25            | 19            | 18            | 11            | 9             | 27            |
| Середній максимум, °C   | −2,2          | −2,1          | −0,4          | 2,7           | 7,5           | 12,5          | 15,3          | 13,9          | 9,3           | 4,7           | 0,7           | −1,3          | 5,1           |
| Середня температура, °C | −4,4          | −4,2          | −2,7          | 0,3           | 4,8           | 9,1           | 11,8          | 10,8          | 6,7           | 2,7           | −1,1          | −3,3          | 2,5           |
| Середній мінімум, °C    | −6,5          | −6,5          | −5,1          | −2,3          | 2             | 6,1           | 8,7           | 7,8           | 4,5           | 0,7           | −3            | −5,4          | 0,1           |
| Абсолютний мінімум, °C  | −19           | −18           | −18           | −12           | −7            | −2            | 2             | 2             | −7            | −12           | −15           | −18           | −19           |
| Норма опадів, мм        | 95            | 87            | 72            | 64            | 45            | 59            | 77            | 82            | 102           | 131           | 108           | 106           | 1031          |
| ----------------------- | ------------- | ------------- | ------------- | ------------- | ------------- | ------------- | ------------- | ------------- | ------------- | ------------- | ------------- | ------------- | ------------- |
| Джерело: Weatherbase    |               |               |               |               |               |               |               |               |               |               |               |               |               |

### Тривалість світлового дня
Полярний день у місті триває приблизно з 18 травня по 26 липня, але гори на півночі продовжують його на кілька днів, тому цей період триває з 21 травня по 21 липня. Завдяки високій широті Тромсе сутінки довгі, а це означає, що між кінцем квітня і серединою серпня немає справжньої темряви.
Сонце залишається нижче горизонту під час полярної ночі приблизно з 26 листопада по 15 січня, але через гори сонце не видно з 21 листопада по 21 січня. Якщо вважати астрономічні сутінки як «ніч», то Тромсе має тільки 14 годин ночі на зимовому сонцестоянні.
Можна спостерігати полярне сяйво (північне сяйво) з Тромсе, оскільки північна Норвегія розташована за полярним колом. Як завжди влітку, сяйво не видно з кінця квітня до середини серпня. Крім того, в зв'язку з прибережним розташуванням, хмарні погодні умови заважають спостерігати полярне сяйво в місті.

## Уродженці
- Йонас Йогансен (* 1985) — норвезький футболіст.
- Ремі Йогансен (* 1990) — норвезький футболіст.
- Лене Марлін (* 1980) — норвезька поп-співачка.

## Галерея зображень

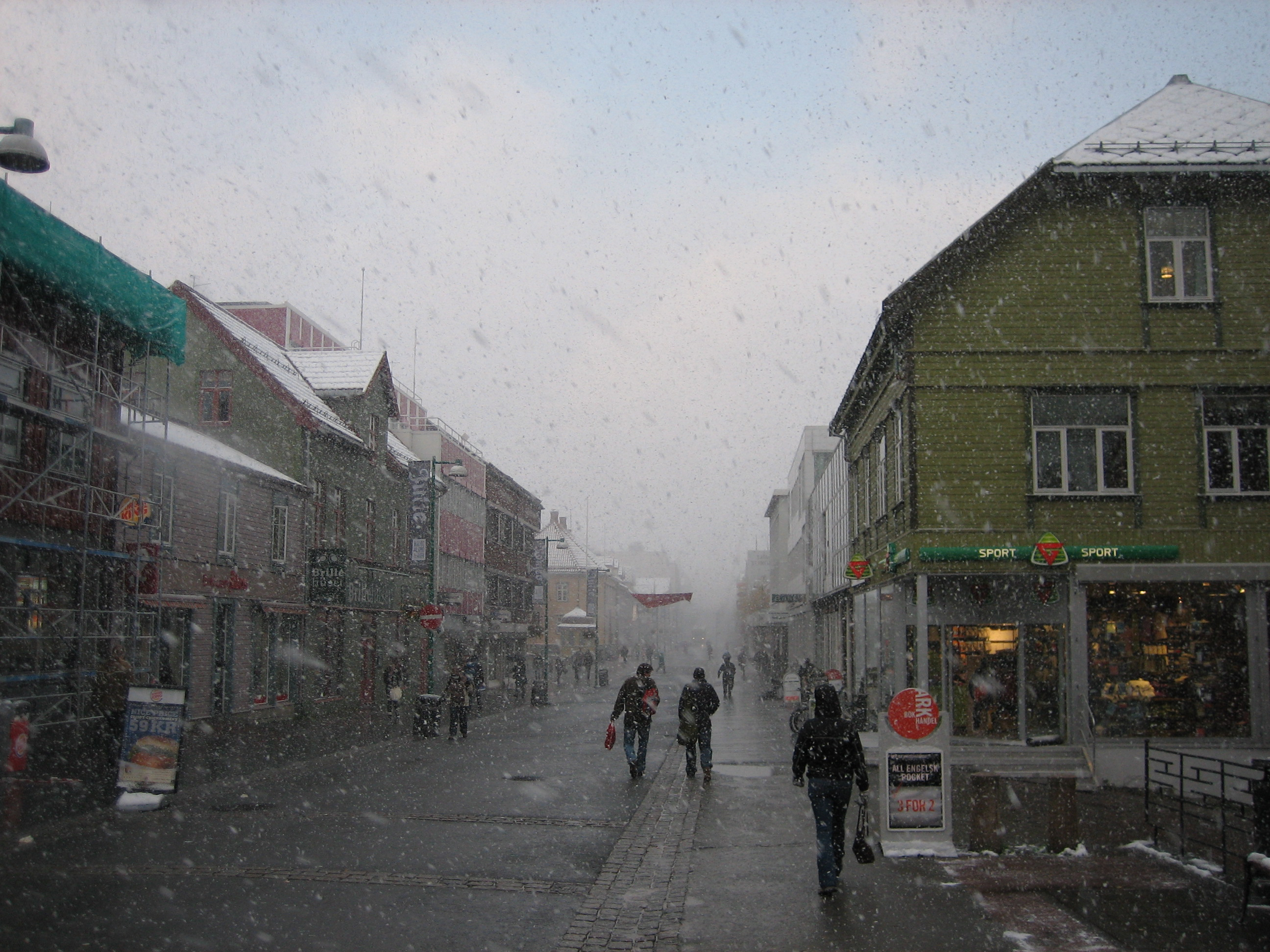
Головна вулиця Storgata
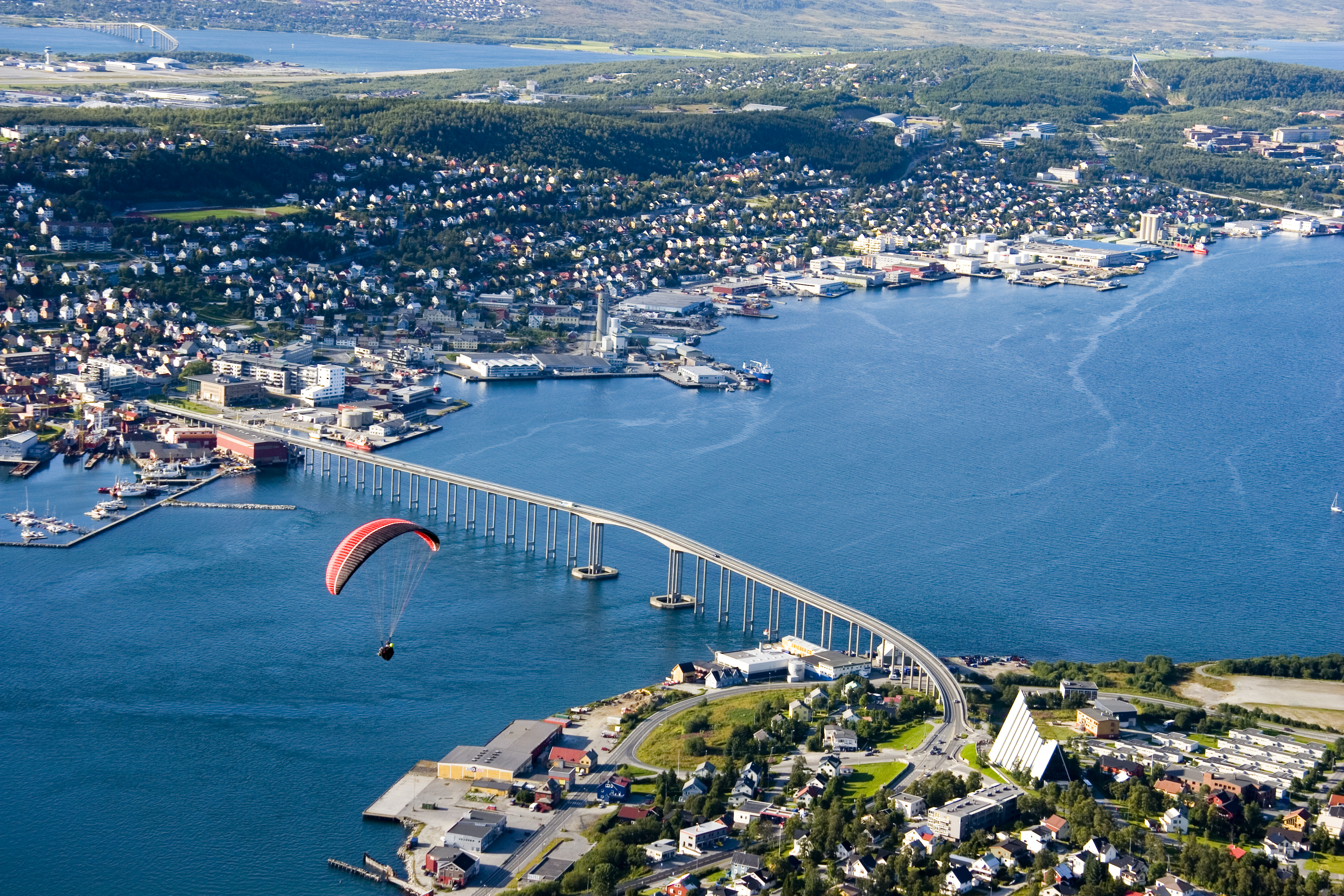
Міст Тромсе
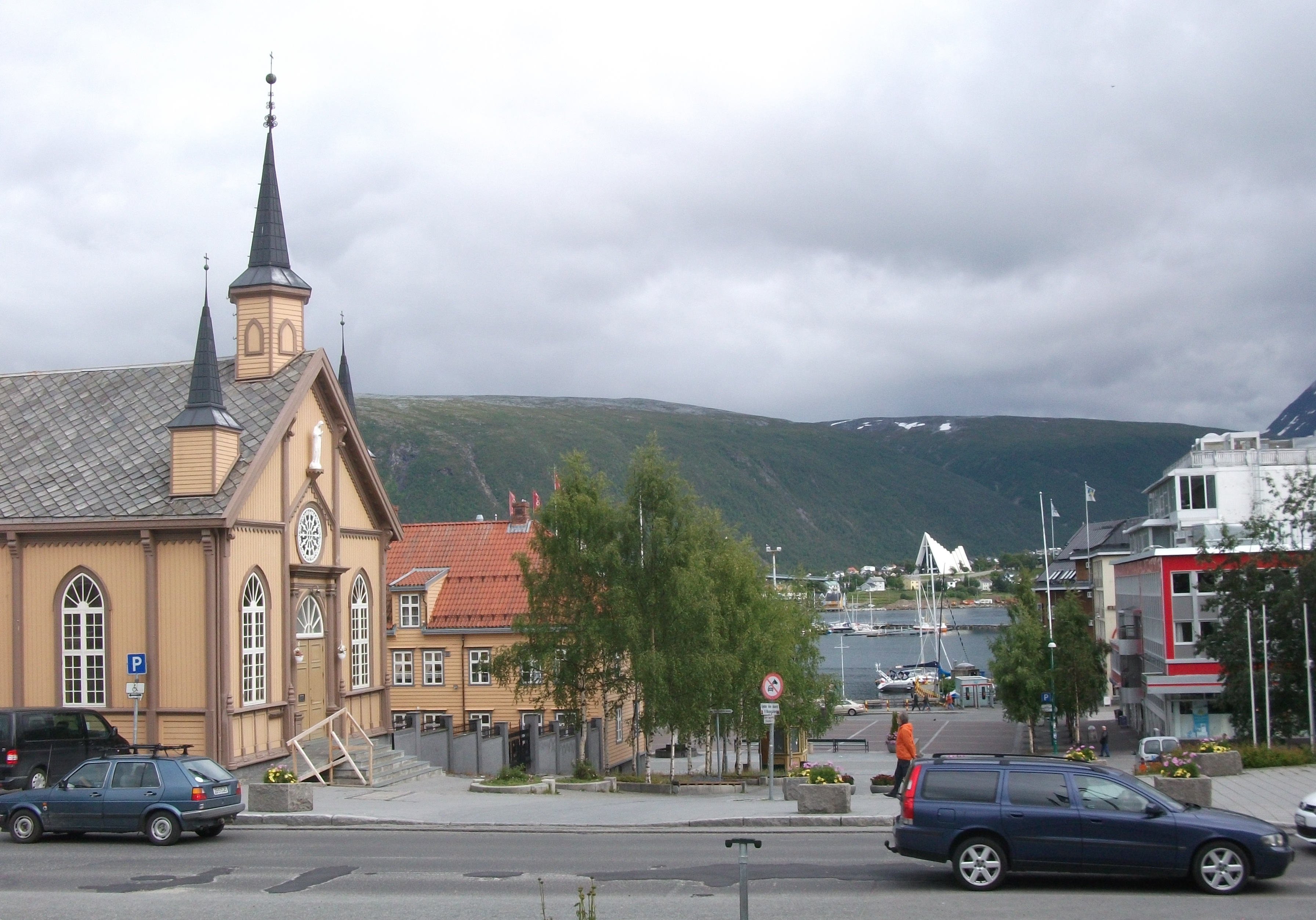
Собор Пресвятої Діви Марії
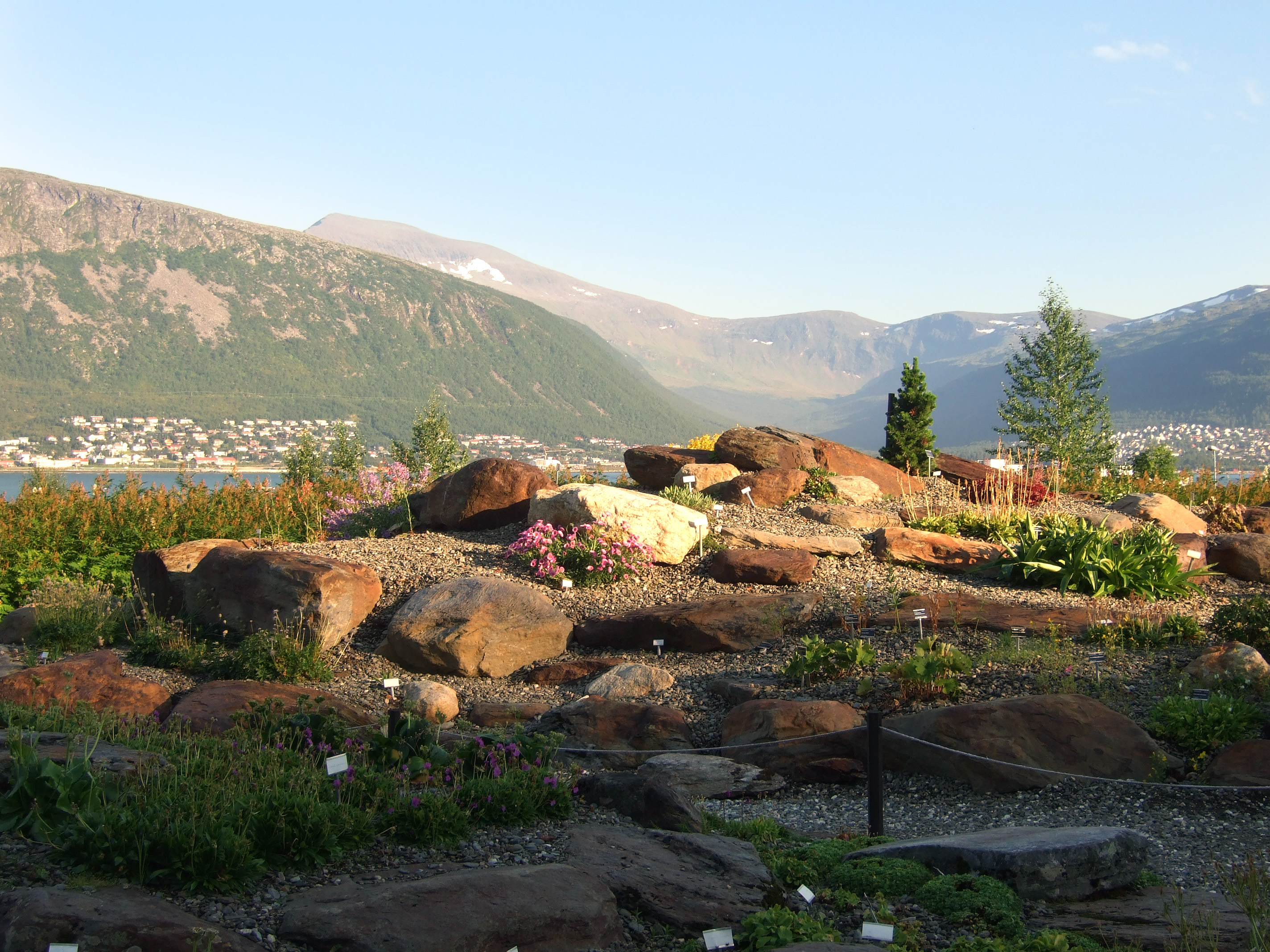
Арктично-альпійський ботанічний сад
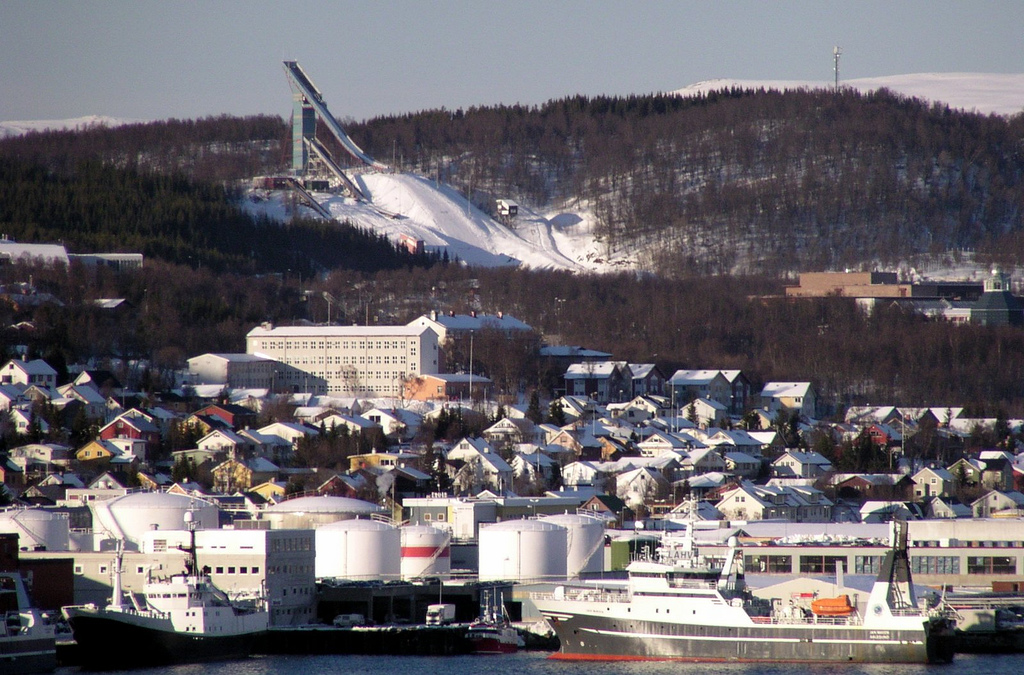
Лижний трамплін
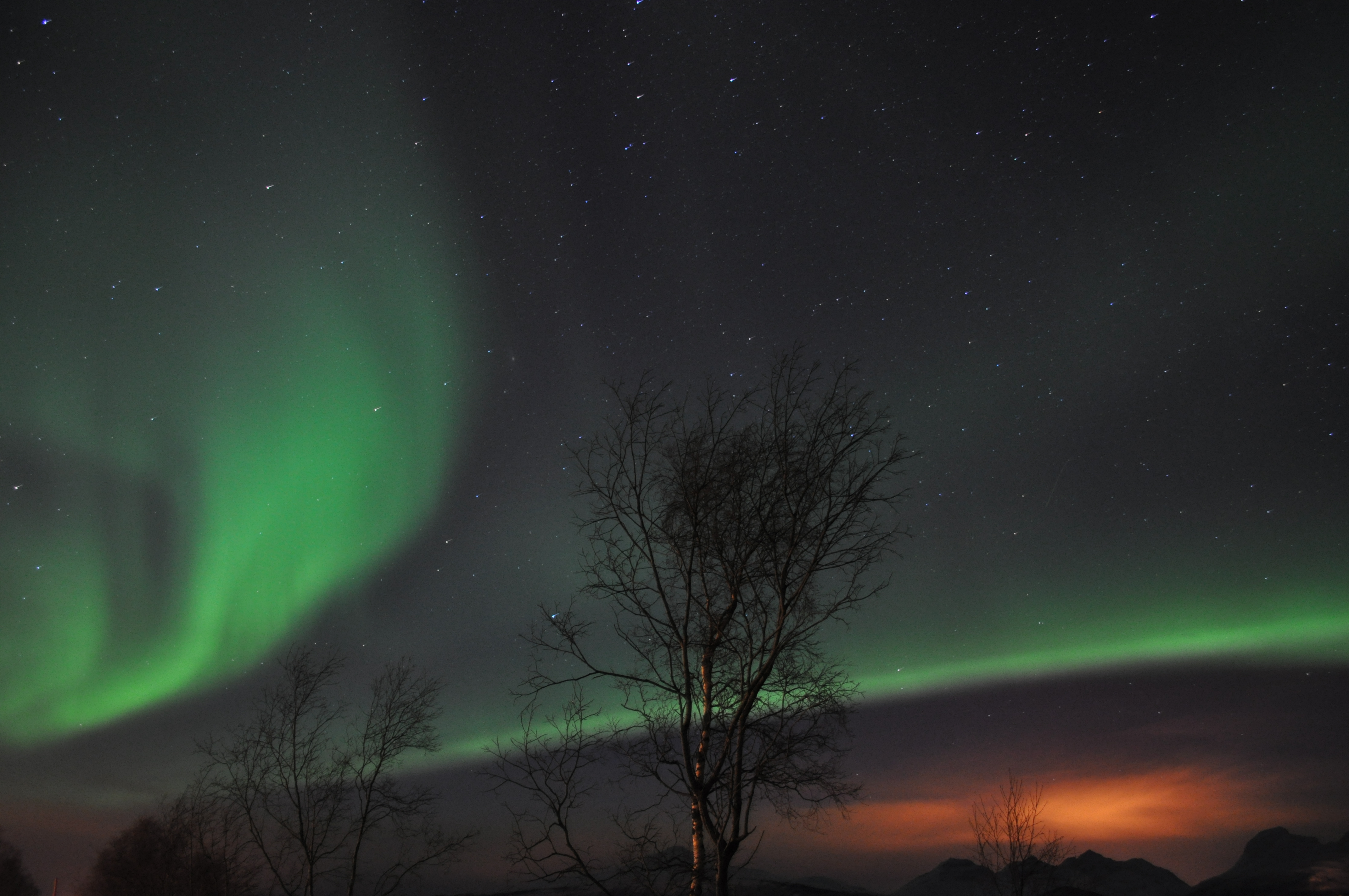
Північне сяйво біля міста
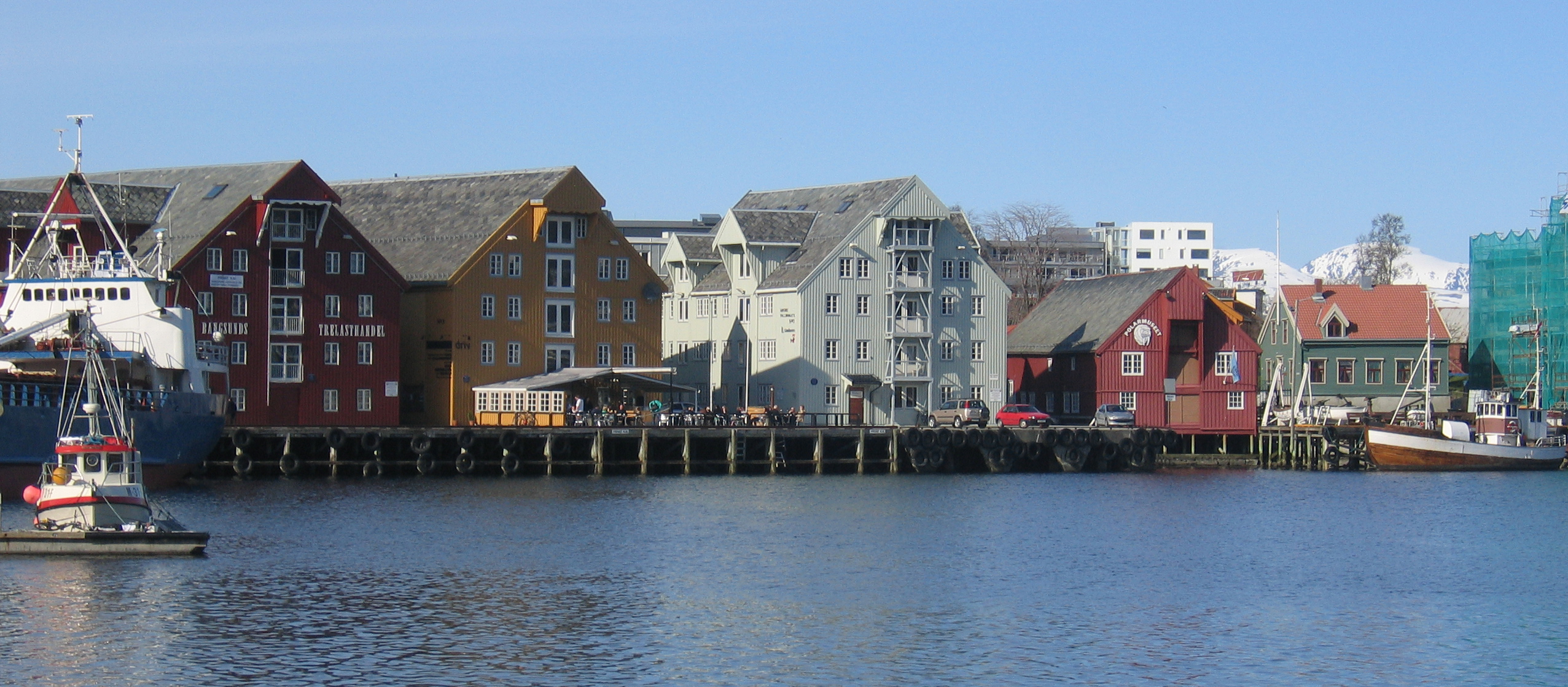
Історичний центр
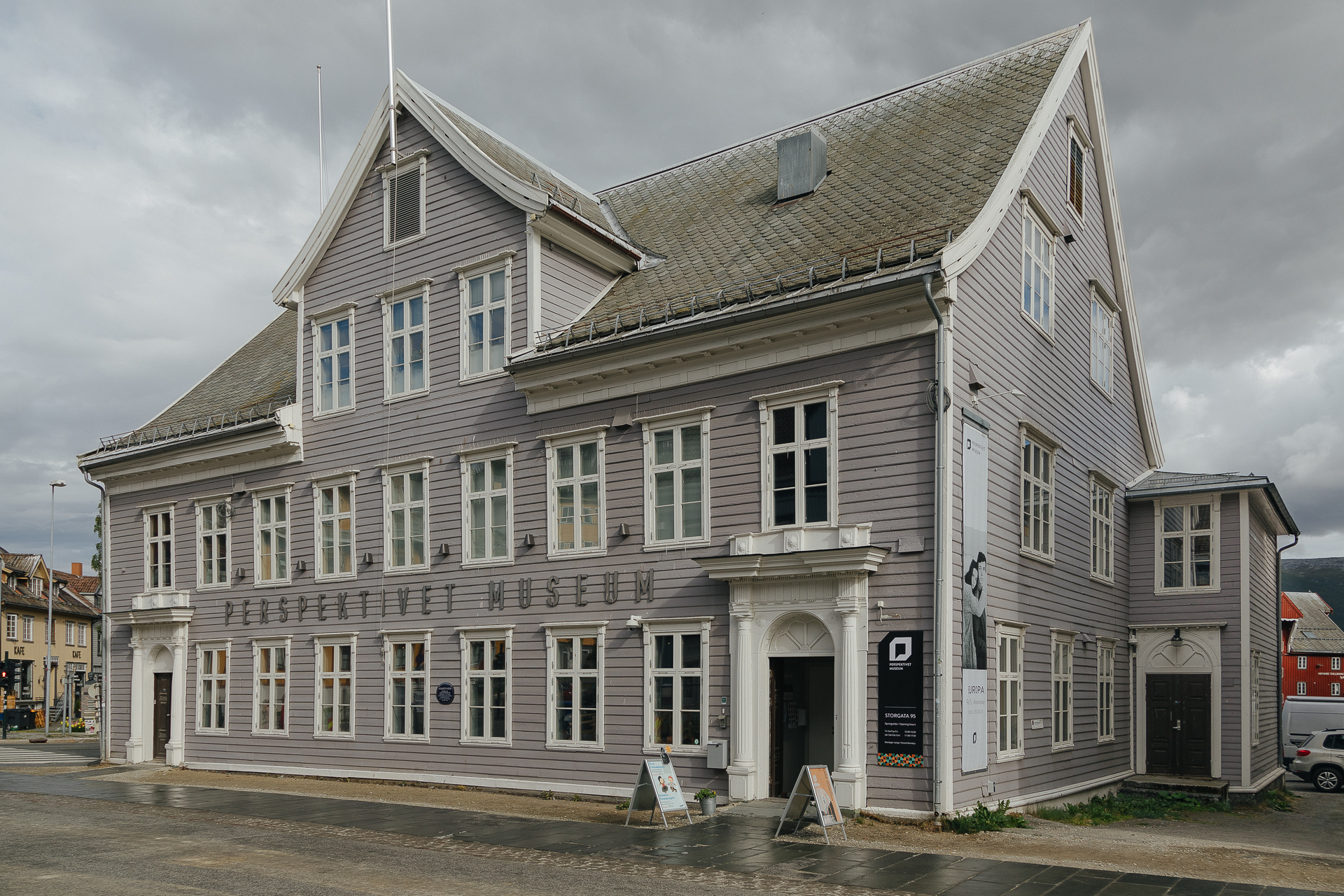
Музей «Перспектива»
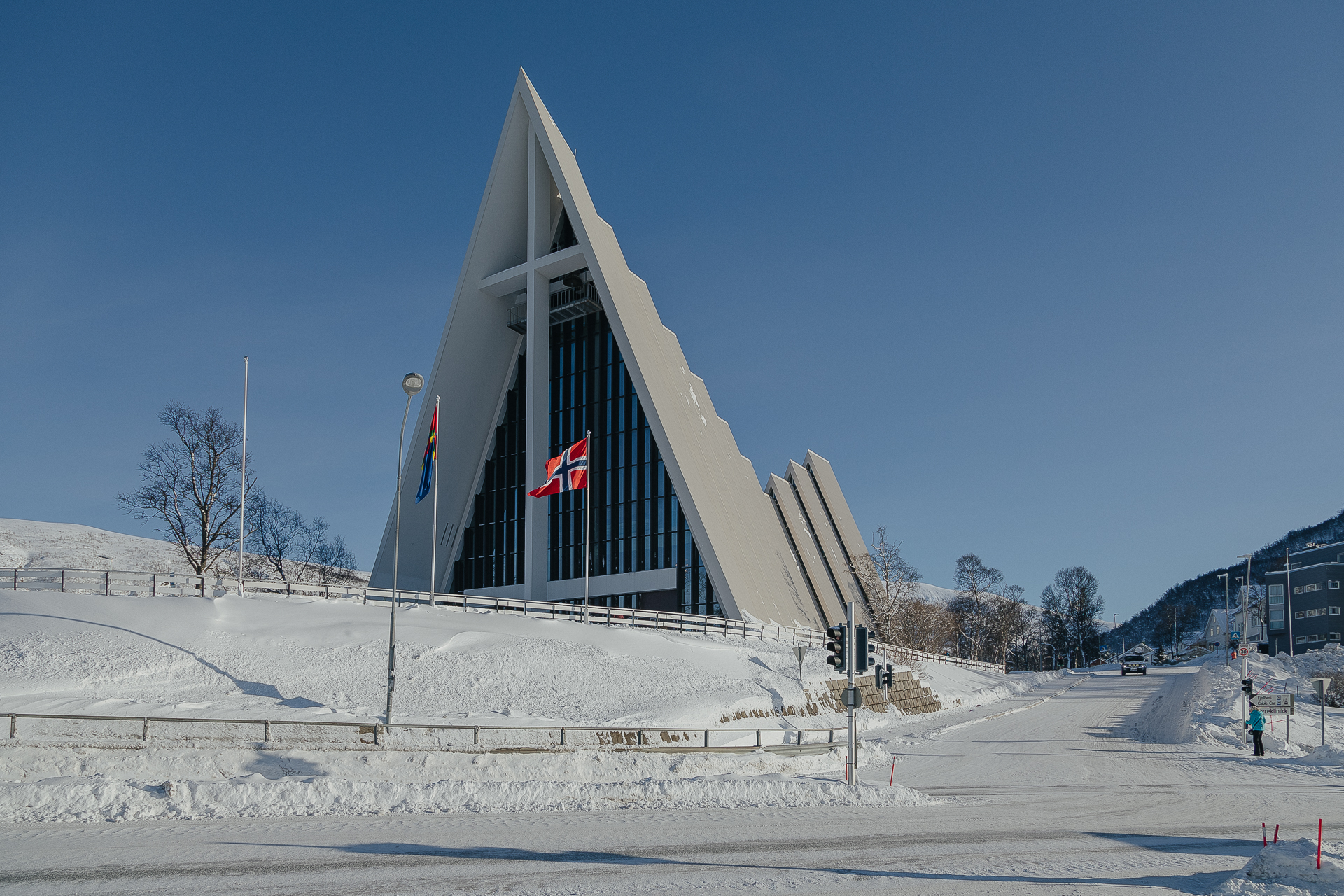
Арктичний кафедральний собор
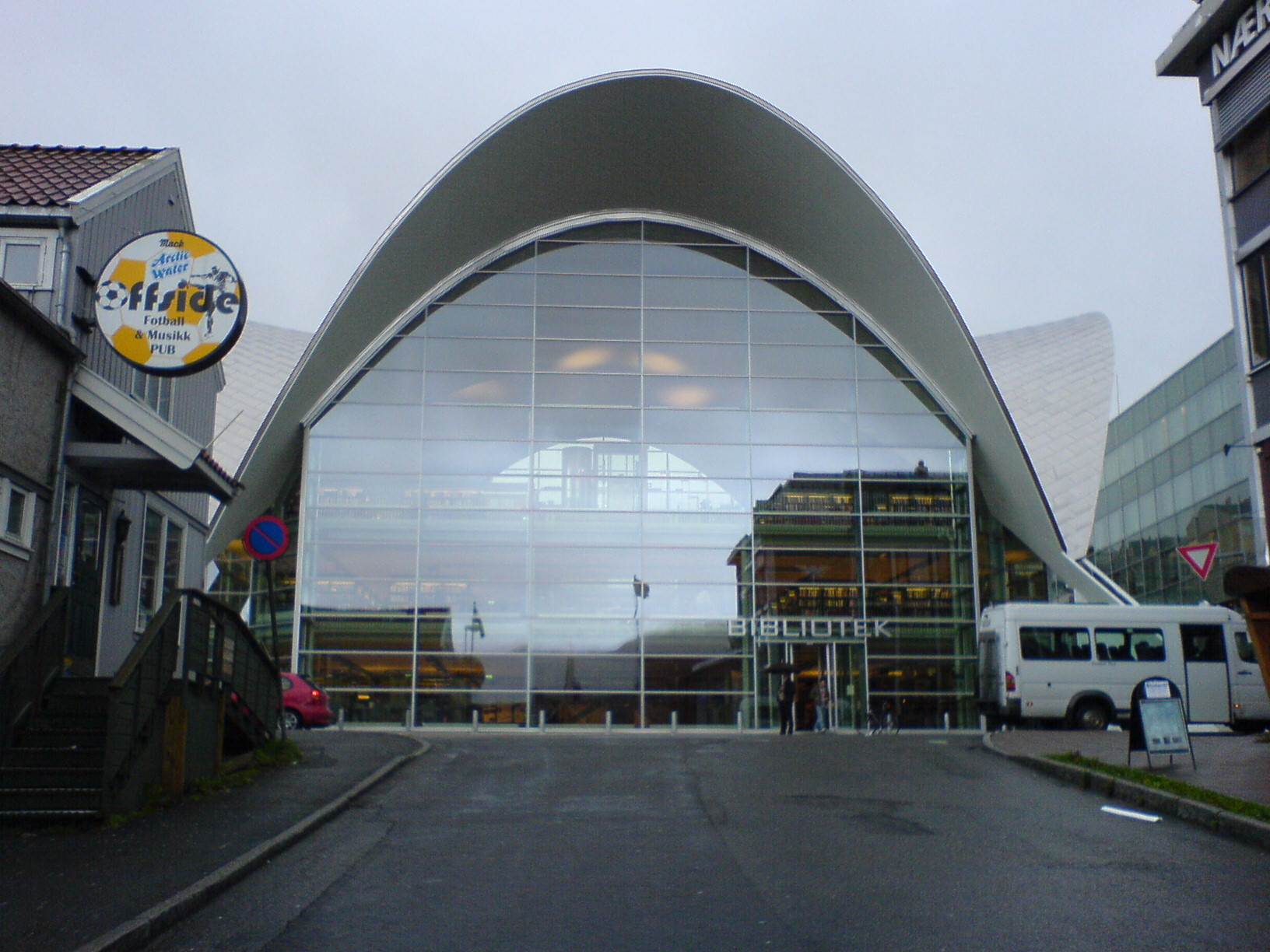
Міська бібліотека
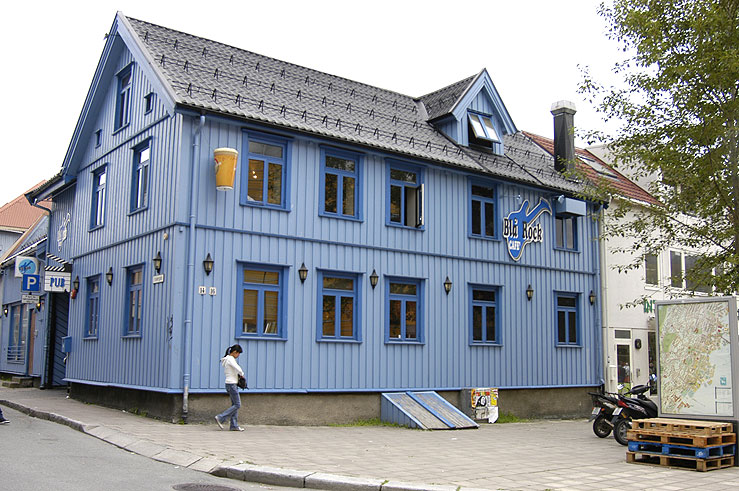
Blå Rock Café
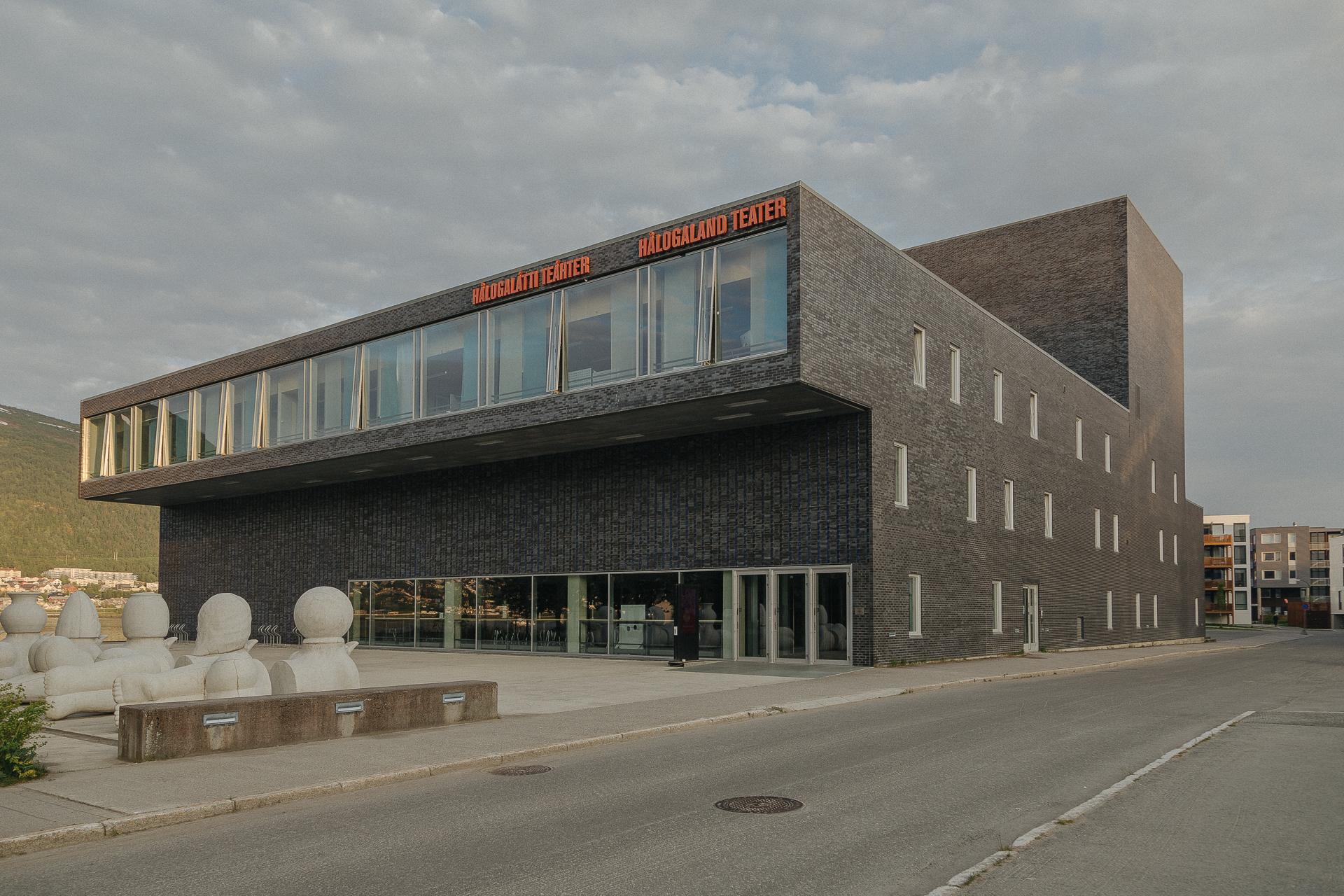
Театр Hålogaland